# Aminegasbehandeling
Aminegasbehandeling, ook bekend als amine gas treating, is een verzamelnaam voor processen die gebruikt worden om waterstofsulfide en koolstofdioxide uit gas te verwijderen. Dit wordt gedaan met behulp van een waterige oplossing van verscheidene alkanolamines. Het is een bekende processtap die wordt gebruikt in raffinaderijen, petrochemische fabrieken, aardgasproductieinstallaties en andere industrieën.  
Een behandeling in olieraffinaderijen of aardgasinstallatie waarin waterstofsulfide wordt verwijderd wordt in vakjargon sweetening genoemd omdat ze resulteren in producten die geen zure stank afgeven bij verbranding.
Er worden veel verschillende amines gebruikt in de gas sweetening:
- Mono-ethanolamine (MEA)
- Di-ethanolamine (DEA)
- Methyldi-ethanolamine (MDEA)
- Di-isopropylamine (DIPA)
- Amino-ethoxyethanol (diglycolamine) (DGA)

De meest gebruikte in industriële installaties zijn de alkanolamines MEA, DEA, and MDEA.

## Beschrijving van een aminesysteem
Gassen die waterstofsulfide of koolstofdioxide bevatten worden in de industrie sour gas of acid gas genoemd.
Een typisch aminesysteem zoals te zien in onderstaande figuur bevat een absorptiekolom en een regeneratiekolom alsook allerlei randapparatuur. In de absorptiekolom worden waterstofsulfide en koolstofdioxide uit de opstijgende gasstroom opgenomen in de naar beneden stromende amine. De amine die onder uit de kolom komt wordt de rijke (Engels: rich) amine genoemd. Deze rijke amine wordt naar de regeneratiekolom gestuurd waar de waterstofsulfide en koolstofdioxide met een reboiler uit de amine wordt gestript.
Het gas dat boven uit de regeneratiekolom komt is de geconcentreerde waterstofsulfide en koolstofdioxide. Meestal wordt de verwijderde waterstofsulfide met behulp van het clausproces omgezet in elementaire zwavel. 
Het grootste deel van de 64.000.000 ton zwavel die wereldwijd in 2005 werd geproduceerd was bijproduct uit raffinaderijen en andere chemische fabrieken 

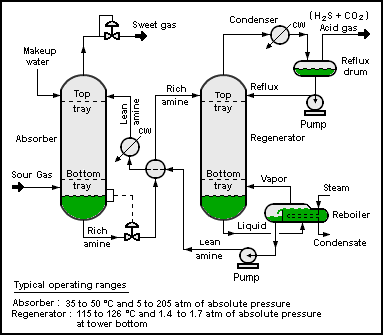
Process flow diagram of a typical amine treating process used in industrial plants

## Warmtewisselaars in een aminesysteem
In een aminesysteem zitten er op verschillende plaatsen warmtewisselaars:
- Lean/rich amine interchanger
- Reboiler in de regeneratiekolom
- Condensor bovenaan de regeneratiekolom
- Lean amine cooler

## Filters in een aminesysteem
Koolwaterstoffen en kleine vaste deeltjes hopen zich op in de steeds circulerende amineoplossing en veroorzaken problemen omdat ze schuim vormen. Door schuim neemt de efficiëntie van de absorptiekolom af.
Om de hoeveelheid koolwaterstoffen die met het te behandelen gas het systeem in komen te minimaliseren worden vloeistofdruppeltjes verwijderd door middel van een coalescer.